# 大良镇 (融安县)
大良镇，是中华人民共和国广西壮族自治区柳州市融安县下辖的一个乡镇级行政单位。

## 行政区划
大良镇下辖以下地区：
大良社区、大良村、湖洞村、良北村、山口村、永安村、和南村、龙山村、古兰村、新和村、石门村、杨柳村和新寨村。